# サンタアニタハンデキャップ
サンタアニタハンデキャップ（Santa Anita Handicap）は、アメリカ合衆国カリフォルニア州アーケーディアのサンタアニタパーク競馬場にて、毎年3月初頭に開催される競馬の競走である。"Big 'Cap"の愛称でも呼ばれる。

## 概要
1935年創設。ダート10ハロン（約2000メートル）のハンデキャップ競走・4歳以上・騸（せん）馬出走可。1973年に導入されたグレード制では最高格のG1に制定されている。2019年時点での総賞金は60万米ドルで1着賞金35万5千米ドル。
1934年にサンタアニタパーク競馬場が開設。その翌年に目玉競走として創設されたのがこのレースで、賞金総額10万ドルという当時としては巨額の賞金で大きな話題を集め「Hundred-Grander」という異名で呼ばれるようになった。当初は3歳馬も出走可能だったが1969年から4歳上に変更された。西海岸最大の競走とされ、賞金も1986年には100万ドルまで増額されたが、総賞金400万ドルというドバイワールドカップが創設されてからはその価値は大きく下がることになった。
2021年からは「ワンミリオン・ワイルドウエストボーナスシリーズ」が創設され、本競走とハリウッドゴールドカップステークス及びパシフィッククラシックステークスを全勝した陣営には100万ドル（約1億500万円）のボーナスが授与される。

## 歴史
- 1935年 - 創設。初代優勝馬はAzucar（アザカー）[7]。
- 1940年 - 1937年、1938年と2着だったSeabiscuit（シービスケット）が3度目の挑戦で優勝、引退の花道を勝利で飾る[8]。
- 1942年-1944年 - 第二次世界大戦により休止。
- 1982年 - Perrault（ペロー）が1位入線するが降着、John Henry（ジョンヘンリー）が連覇する[9]。
- 2002年・2003年 - Milwaukee Brew（ミルウォーキーブルー）が連覇する[10]。
- 2006年・2007年 - Lava Man（ラヴァマン）が連覇する[11]。
- 2008年 - 馬場条件がオールウェザーに変更される（2011年にダートに戻る）[2]。
- 2009年 - ヘレン・ピッツが女性調教師として初勝利。
- 2011年 - シャンタル・サザーランドが女性騎手として初勝利。
- 2019年 - サンタアニタパーク競馬場の短期閉鎖により開催日が4月に変更[12]。

## 近年の勝ち馬
| 回     | 施行日        | 調教国・優勝馬    | 日本語読み           | 性齢 | タイム  | 優勝騎手         | 管理調教師         |
| ------ | ------------- | ----------------- | -------------------- | ---- | ------- | ---------------- | ------------------ |
| 第62回 | 1999年3月6日  | Free House        | フリーハウス         | 牡5  | 2:00.67 | C.マッキャロン   | P.J.ゴンザレス     |
| 第63回 | 2000年3月4日  | General Challenge | ジェネラルチャレンジ | 騸5  | 2:01.49 | C.ナカタニ       | B.バファート       |
| 第64回 | 2001年3月3日  | Tiznow            | ティズナウ           | 牡4  | 2:01.55 | C.マッキャロン   | J.ロビンズ         |
| 第65回 | 2002年3月2日  | Milwaukee Brew    | ミルウォーキーブルー | 牡5  | 2:01.02 | K.デザーモ       | R.フランケル       |
| 第66回 | 2003年3月1日  | Milwaukee Brew    | ミルウォーキーブルー | 牡6  | 1:59.80 | E.プラード       | R.フランケル       |
| 第67回 | 2004年3月6日  | Sothern Image     | サザンイミッジ       | 牡4  | 2:01.64 | V.エスピノーザ   | M.マコースキー     |
| 第68回 | 2005年3月5日  | Rock Hard Ten     | ロックハードテン     | 牡4  | 2:01.20 | G.スティーヴンス | R.マンデラ         |
| 第69回 | 2006年3月4日  | Lava Man          | ラヴァマン           | 騸5  | 2:00.57 | C.ナカタニ       | D.オニール         |
| 第70回 | 2007年3月3日  | Lava Man          | ラヴァマン           | 騸6  | 2:02.11 | C.ナカタニ       | D.オニール         |
| 第71回 | 2008年3月1日  | Heatseeker        | ヒートシーカー       | 牡5  | 2:00.42 | R.ベハラーノ     | J.ホレンドーファー |
| 第72回 | 2009年3月7日  | Einstein          | アインシュタイン     | 牡7  | 2:01.93 | J.ルパルー       | H.ピッツ           |
| 第73回 | 2010年3月6日  | Misremembered     | ミスリメンバード     | 牡4  | 2:00.20 | M.ガルシア       | B.バファート       |
| 第74回 | 2011年3月5日  | Game on Dude      | ゲームオンデュード   | 騸4  | 1:59.47 | C.サザーランド   | B.バファート       |
| 第75回 | 2012年3月3日  | Ron the Greek     | ロンザグリーク       | 牡5  | 2:00.41 | J.レズカノ       | W.モット           |
| 第76回 | 2013年3月2日  | Game on Dude      | ゲームオンデュード   | 騸6  | 2:00.14 | M.スミス         | B.バファート       |
| 第77回 | 2014年3月8日  | Game on Dude      | ゲームオンデュード   | 騸7  | 1:58.17 | M.スミス         | B.バファート       |
| 第78回 | 2015年3月7日  | Shared Belief     | シェアードビリーフ   | 騸4  | 2:00.67 | M.スミス         | J.ホレンドーファー |
| 第78回 | 2016年3月12日 | Melatonin         | メラトニン           | 騸5  | 2:02.01 | J.タラモ         | D.ホフマンス       |
| 第79回 | 2017年3月11日 | Shaman Ghost      | シャーマンゴースト   | 牡5  | 2:01.57 | J.カステリャーノ | J.ジェルケンス     |
| 第80回 | 2018年3月10日 | Accelerate        | アクセラレート       | 牡5  | 2:01.83 | V.エスピノーザ   | J.サドラー         |
| 第81回 | 2019年4月6日  | Gift Box          | ギフトボックス       | 牡6  | 2:03.02 | J.ロサリオ       | J.サドラー         |
| 第82回 | 2020年3月7日  | Combatant         | コンバタント         | 牡5  | 2:02.32 | J.ロサリオ       | J.サドラー         |
| 第83回 | 2021年3月6日  | Idol              | アイドル             | 牡4  | 2:02.46 | J.ロサリオ       | R.バルタス         |
| 第84回 | 2022年3月5日  | Express Train     | エクスプレストレイン | 牡5  | 2:03.22 | V.エスピノーザ   | J.シレフス         |
| 第85回 | 2023年3月4日  | Stilleto Boy      | スティレトボーイ     | 騸5  | 2:01.96 | K.デザーモ       | E.モガーJr.        |
| 第86回 | 2024年3月3日  | Newgate           | ニューゲート         | 牡4  | 2:03.49 | L.デットーリ     | B.バファート       |
| 第87回 | 2025年3月1日  | Locked            | ロックド             | 牡4  | 2:01.71 | J.オルティス     | T.プレッチャー     |

### レース結果の出典
- Equibase
  - 1991,1992,1993,1994,1995,1996,1997,1998,1999,2000
  - 2001,2002,2003,2004,2005,2006,2007,2008,2009,2010
  - 2011,2012,2013,2014,2015,2016,2017,2018,2019,2023